# Cerkiew świętych Kosmy i Damiana w Cegiełce
Cerkiew świętych Kosmy i Damiana w Cegiełce (słow. Gréckokatolický chrám svätých Kozmu a Damiána v Cigeľke) – klasycystyczna cerkiew greckokatolicka wzniesiona w 1816 roku we wsi Cegiełka. Obecnie jest cerkwią filialną należącą do parafii Petrová leżącej na terenie archieparchii preszowskiej . Do 2008 roku była główną świątynią parafii Cigeľka . Znajduje się po zachodniej stronie głównej drogi i otoczona jest cmentarzem.

## Historia
Obecna, murowana cerkiew stoi w miejscu wcześniejszej świątyni. Aby móc cały czas odprawiać nabożeństwa wokół drewnianej cerkwi wzniesiono nowe mury, przykryto je dachem i dopiero wtedy rozebrano znajdującą się w środku stary budynek . Nową świątynię poświęcił 17 listopada 1816 roku dziekan bardejowski Ján Zavacký . W 1890 roku proboszczem w Cegiełce został Štefan Gojdič  ojciec dwuletniego wówczas Piotra Gojdiča późniejszego biskupa, męczennika i błogosławionego. W 1900 roku cerkiew przeszła gruntowny remont  . W 1911 roku w cerkwi swoją pierwszą Boską Liturgię odprawił Piotr Gojdič, który po otrzymaniu 27 sierpnia święceń kapłańskich został oddelegowany do pełnienia posługi w swojej rodzinnej parafii, którą sprawował do 1912 roku . 7 marca 1963 roku świątynia została uznana za zabytek, a w 1964 przeszła kolejny remont .

## Opis
Murowana cerkiew świętych Kosmy i Damiana w Cegiełce jest przykładem tzw. cerkwi józefińskiej wybudowanej wg jednego z projektów typowych Landspfarrkirche dostosowanego do potrzeb grekokatolików. Świątynia jest orientowana, jednonawowa i trójdzielna . Jedyne wejście prowadzi do znajdującego się od zachodu babińca na planie kwadratu, nad którym wzniesiona jest wieża z lizenami w narożnikach . Nawa ma plan prostokąta a w jej ścianach bocznych znajdują się po dwa okna. Prezbiterium jest nieznacznie węższe od nawy i zakończone półkoliście. Doświetlone jest przez dwa okna, po jednym z prawej i lewej strony oraz niewielkie wole oko umieszczone w ścianie na osi świątyni. Nawa i prezbiterium przykryta jest dwuspadowym dachem, zaś wieża dachem namiotowym. Zarówno na dachu wieży, prezbiterium oraz pośrodku nawy umieszczono hełmy w kształcie bani z latarnią zwieńczoną makowicą oraz kutym żelaznym krzyżem . 
Wewnątrz nawa i prezbiterium przykryte są płaskim stropem . Oddzielone są od siebie czterorzędowym ikonostasem. 

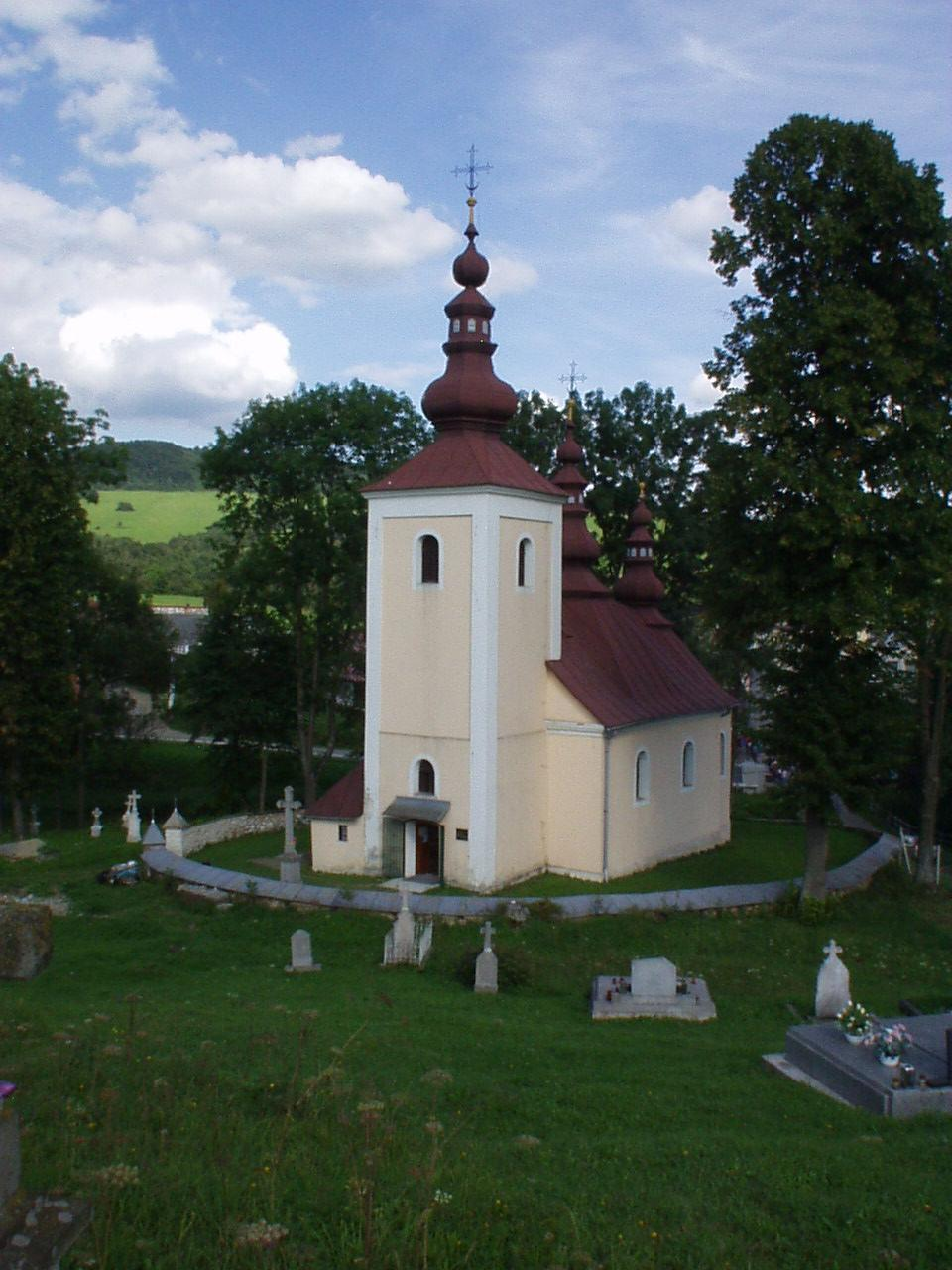
widok od zachodu
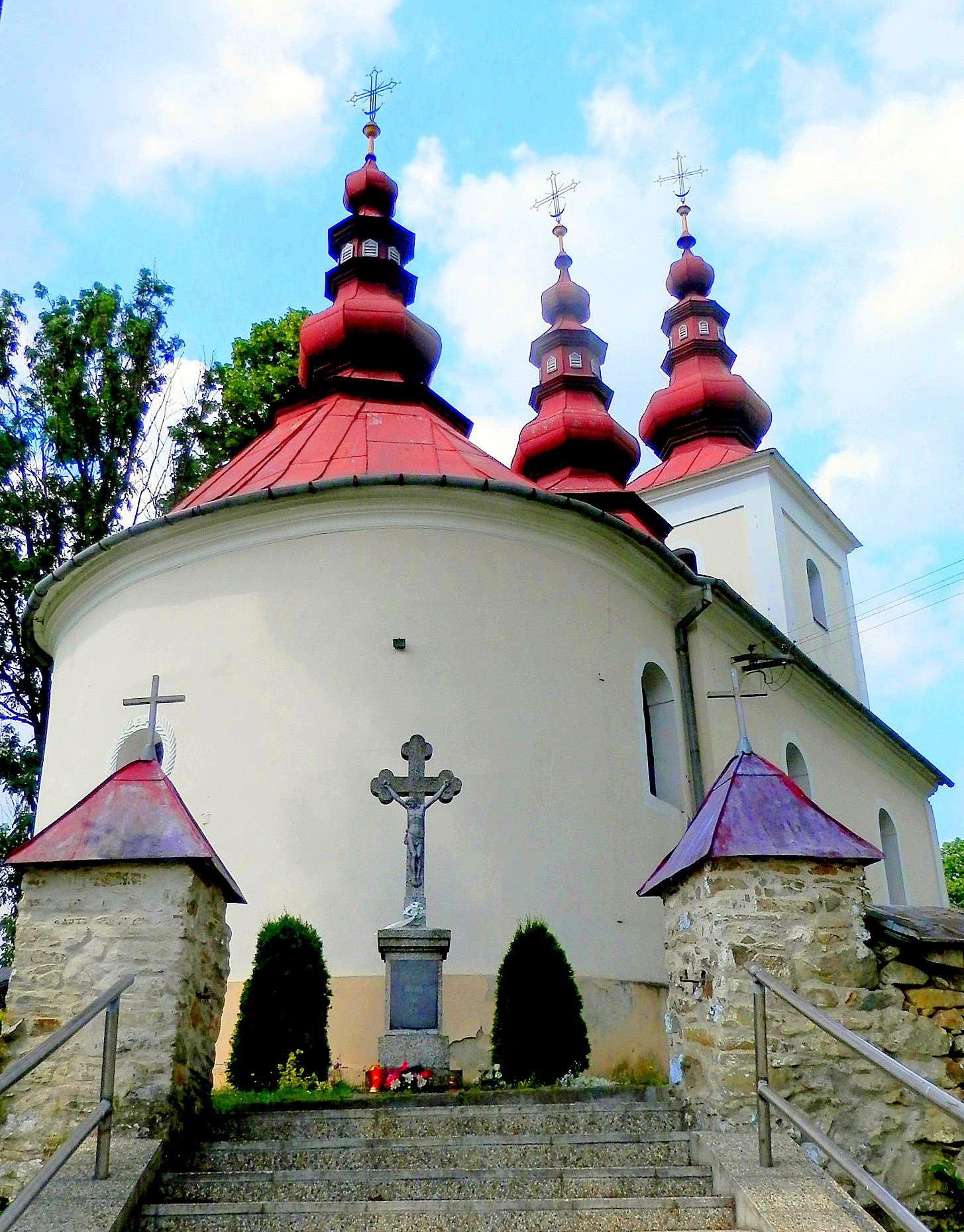
widok od ulicy
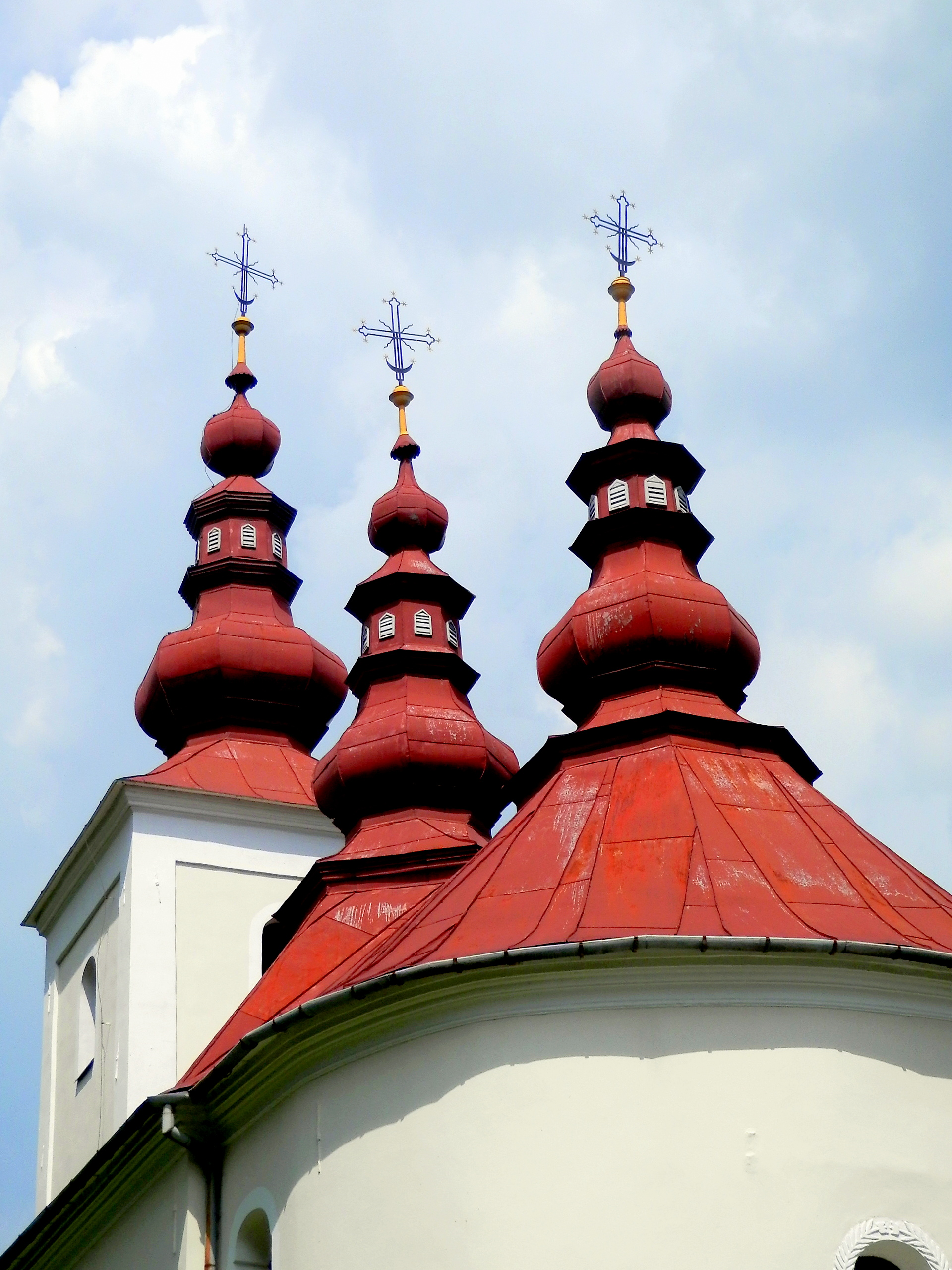
dach
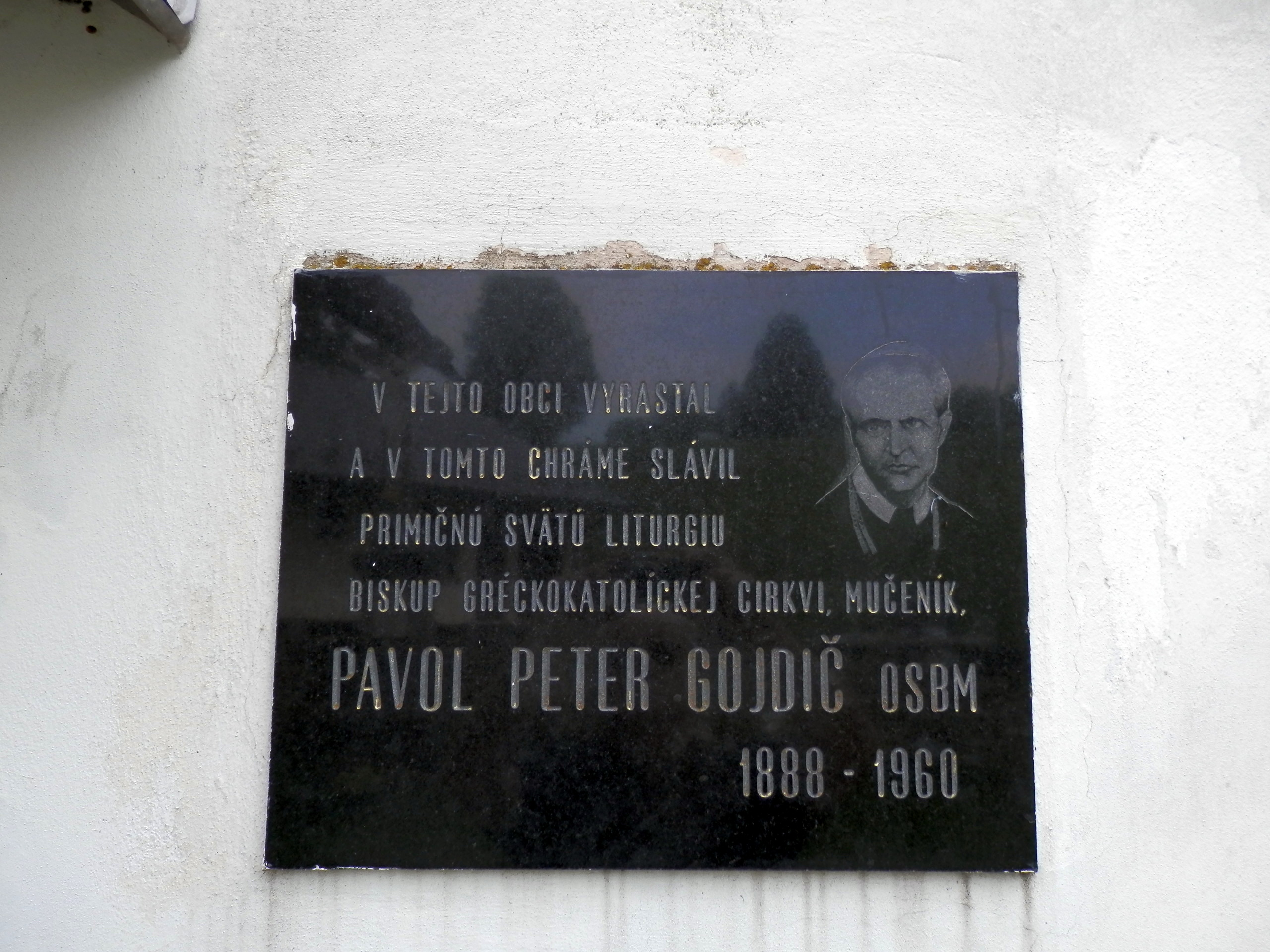
tablica upamiętniająca bł. biskupa Pawła Piotra Gojdiča OSBM
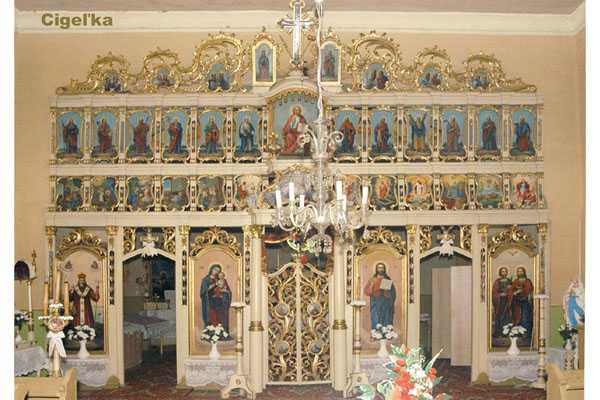
ikonostas